# اشغال لوکزامبورگ توسط آلمان در طول جنگ جهانی دوم

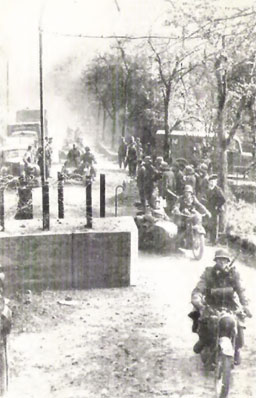
موتور سواران آلمانی در خاک لوکزامبورگ، به تاریخ ۱۰ مِی ۱۹۴۰

اشغال لوکزامبورگ توسط آلمان در طول جنگ جهانی دوم (انگلیسی: German occupation of Luxembourg during World War II) در مه ۱۹۴۰ پس از تهاجم به دوک‌نشین بزرگ لوکزامبورگ توسط آلمان نازی آغاز شد. اگرچه لوکزامبورگ رسماً بی‌طرف بود، اما در یک نقطه استراتژیک در انتهای خط ماژینو قرار داشت. در ۱۰ مه ۱۹۴۰، ورماخت آلمان به لوکزامبورگ، بلژیک و هلند حمله کرد. لوکزامبورگ در ابتدا تحت یک اداره نظامی قرار گرفت، اما بعداً به یک قلمرو مدنی تبدیل شد و در نهایت مستقیماً به آلمان ضمیمه شد. آلمانی‌ها معتقد بودند که لوکزامبورگ یک ایالت ژرمنی است و تلاش می‌کردند تا آنچه را که زبان فرانسوی و تأثیرات فرهنگی بیگانه می‌دانستند سرکوب کنند.و مدت تصاحب آن یک روز طول کشید.